# 永久居留權
永久居留權（英語：Permanent residency）指個人得到許可长期或永久居留於某地的權利，永久居留於某地的權利不一定享有公民權。在美国、加拿大等移民国家，擁有永久居留權的人稱作「永久居民」（Permanent Resident，简称），他们经归化后，才可入籍成为拥有完整權利的公民。不过，一些地区的永久居民，例如香港永久性居民和澳門永久性居民，由于特殊的地缘政治历史原因，则拥有当地完整公民权（例如申领当地的护照）。
由于美国永久居民的证件过去为绿色，故习惯称其为「綠卡」。此后，绿卡在不少地區成為永久居留證的代名詞。实际上，目前美国綠卡的有效期仅为十年，到期前后必须重新申领，移民局有权拒绝。而香港和澳門等地永久居民的身份，仿效英国的居留權法律原意。香港居留權和澳門特別行政區居留權受基本法保护，没有可以任意或合法剥夺永久性居民居留權的法律条文或认定的执法部门(“非中國籍的香港永久性居民”，長期離港會失去永久居留權)。换言之，中国大陆地区与港澳地区相比，永久居留權的涵义存在着本质上的差异。2004年开始，中国引进适合外籍人士的永久居留權制度，其方法类似在美加地区的施行，拥有永久居留權的人士受到严格的监管。但目前持中国綠卡的人数极少，尚没有清晰的可过渡到公民身份的法律条文或制度。
美加永久居民的涵义和英国法典的「无限期居留」（Indefinite Leave to Remain，简称）概念类似。不过值得注意的是，英国还有一个名为英国居留权的概念，但意义与永久居留和无限期居留并非对等。

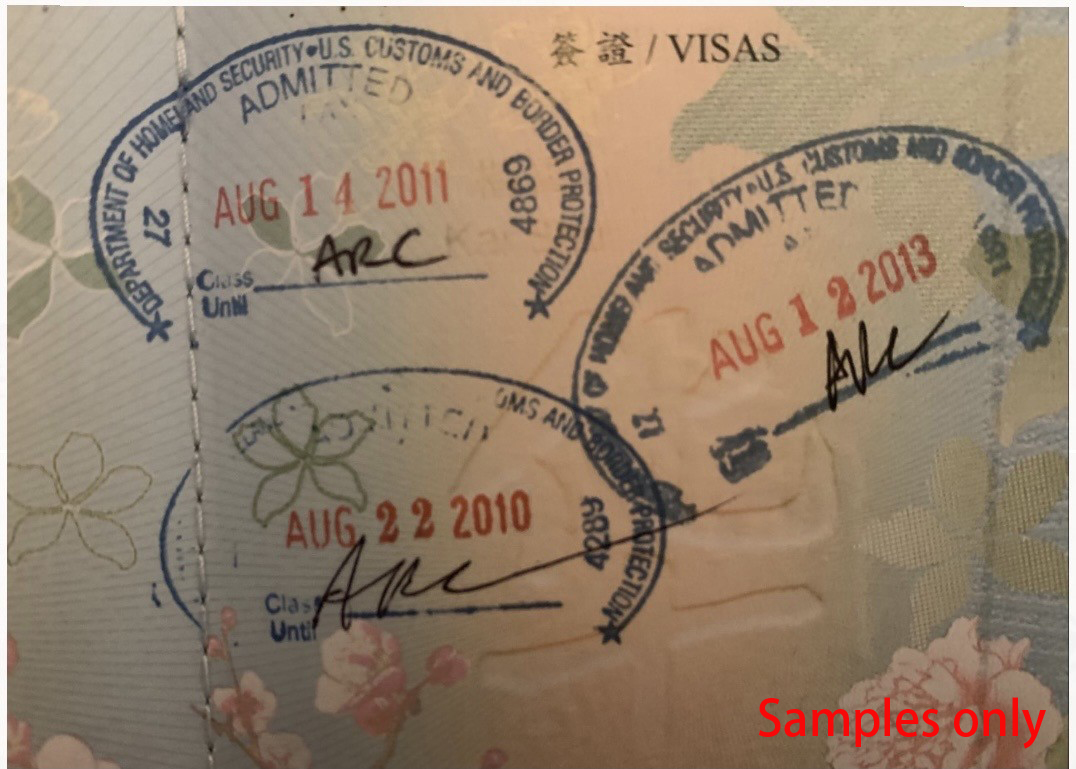
美国永久签证（绿卡）持有者护照上的入境美国签章

## 設永久居留制度的國家與地區
並非所有國家設有永久居留權，以下為現時設有的國家或地區：

| - 欧盟（欧洲联盟长期居民） - 阿根廷 - （澳洲永久性居民） - 巴西 - 加拿大（加拿大永久居民） - 智利 - 丹麦 | - 伊朗 - 以色列 | - 日本 - 马达加斯加 - 马来西亚 - 墨西哥 - 新西兰（新西兰永久居民） - 挪威 - 中華民國（梅花卡） - 中华人民共和国（中华人民共和国永久居留权） - 澳門特別行政區 - 香港特別行政區 - 越南 - 巴拉圭 - 秘魯 - 菲律賓 - 俄羅斯 - 南非 - 新加坡（新加坡永久居民） | - 瑞典 - 瑞士 - 泰國 - 乌克兰 - 白俄羅斯 - 英国（无限期居留） - 美国（美国永久居民） |

## 權利
永久居民與公民擁有的權利大致相同，除了以下：
- 選出公職人員的投票權（部分國家容許）
- 出任公務員、參選公職人員（不常見）
- 出任涉及國家安全的職位
- 持有該國護照（少部分国家允许）
- 受領事館保護（部分國家容許）
- 不被遣返的權利

## 義務
永久居民有時需要符合一定條件才能取得永久居留權，例如從事某種行業，或經營特定生意。
部分國家要求永久居民服兵役。新加坡規定所有屆滿18歲的男性居民，包括第二代永久居民及當地公民，都要服2年兵役。之後要每年參加軍營訓練及隨時候命，直至40歲。在美國，所有年齡介乎18及26歲的男性公民及永久居民，必須登記在軍隊徵召名冊內。此法規亦適用於非法居留者。未能符合規定者或會被拒批出永久居民資格。

## 喪失資格
永久居民可能因为以下原因丧失永久居留权：
- 未能符合永久居留的法規和要求
- 連續一段時間未返回或居住該國
- 犯罪而可能被遞解出境

## 成為公民
永久居民在一段時間後可以申請歸化為公民，但必須符合一定條件。在美國，因婚姻而取得永久居留權的人，可在成為永久居民後3年申請歸化，但其他人必須為5年（参加美国武装部队的永久居民的居住时间要求较低）。

## 自動權利
以下國家之間自動互頒永久居留權：
- 愛爾蘭和英國
- 北歐理事會各國及其自治领
- 俄羅斯和白俄羅斯
- 印度和尼泊爾
- 印度和不丹
- 東加勒比海國家組織成員國

歐盟條例賦予的權利並不屬永久居留權，但兩者差別不大。而根據旅遊協議，澳洲和新西蘭的公民在對方國家可享近乎永久居住的權利，但在福利上仍有些許差異。海合會成員國的阿拉伯國家之間也可彼此互通移動。美國對太平洋的帛琉、馬紹爾群島、密克羅尼西亞聯邦三國給予特別免簽證待遇，這三國公民可以直接進入美國並可自由在美國定居、求學、工作及生活，但與美國綠卡是不同的概念。

## 證明
過去，不少國家僅在護照上蓋印以茲證明。現時多數國家會向永久居民發出證件，如美國的綠卡、加拿大的枫叶卡、香港的永久性居民身份證、中國的外國人永久居留身份證、韓國的永住證，或是在居留證上標注永久居民身份，如日本的在留卡，又或者在永久居民的護照上貼有居留簽證，如澳洲永久性居民簽證。
持有遺失證明文件或被盜證明文件在不少國家均屬違法。

## 各國家地區的永久居留權

### 中华人民共和国

#### 香港及澳門
香港和澳門於1997年和1999年主權移交至中华人民共和国後，實施了新的制度。原英治或葡治时代華裔人士的居留權，由《香港基本法》、《澳門基本法》確認。新来港人士居住七年后，即依法取得居留權，并获得港澳的永久性居民身份证。所有華裔人士或土生葡人，不論意願，均被賦予中國國籍。而非華裔人士的居留權則改為外籍的“永久性居民”。法律规定，該永久性居民只要在港澳居住，即可繼續保留居留權。在香港，非中國籍永久居民不再以香港為永久居住地，並連續超过36个月离港，則会喪失居留權和永久性居民身份。在澳門，葡籍以外的非中國籍永久居民如不在澳門特別行政區通常居住連續36個月以上，即喪失居留權。港澳地區的居留權被取消後，在香港將擁有入境權，在澳門則保留自由出入澳門權利和不受逗留條件的限制，可以像永久居民那樣，隨時出入境。永久居民通常不會因任何理由被遣送離境，而沒有居留權僅有入境權的外籍人士，可能因違法犯罪被遣送離境。但入境權拥有者只需要在港澳連續居住超过七年，就會重新獲得居留權。不論國籍，港澳永久居民來往港澳之間只需身份證便可，相對其他人士享有更大便利，逗留時間亦十分長，香港永久居民進入澳門最多逗留1年，而澳門永久居民進入香港最多逗留180日。
非中國籍港澳居民，無法申請香港特區護照和澳門特區護照，通常也無法申請澳門特別行政區旅行證，能申請前往中国内地的回乡证也有限制。但某些情況下和無法申請本國旅行證件的香港居民可以申請香港簽證身份書（HKDI）。上述兩種證件無法像特區護照一樣享受多国的免簽證待遇。

### 臺灣
臺灣因應近代發展政治與歷史情況特殊，1895年大清帝國割讓臺灣予大日本帝國，經住民去就決定日後，台灣本島人在日治時期自動賦予日本國籍，與舊日本法律相同。1945年第二次世界大戰結束後，臺灣由中華民國國民政府接管，當時臺灣居民中，華裔及原住民自動賦予中華民國國籍，其餘臺灣居民如設籍在臺灣之日本人、朝鮮人、琉球人不算在內。1951年9月8日，日本與同盟國簽署《舊金山和約》，1952年4月28日生效。《舊金山和約》生效後，同盟國正式結束對日本本土的軍事佔領，日本恢復原有的國家權力及主權獨立地位。而原為大日本帝國國民的臺灣人喪失日本國籍，臺灣居民主要僅存中華民國國籍至今日。
中華民國允許外籍人士永久居留。而因海峽兩岸關係的歷史與政治現實，中华人民共和国国民在公民權與國籍問題情形特殊且大不相同。中華民國政府對港澳地區居民持有较为宽松的移民政策，通常居住1至2年後，可獲取定居權，而外籍人士多为4年。至於中華人民共和國政府直接管治下之「大陸地區人民」，則採用特殊的制度與方法，獲取居留權时间更久且手续繁琐。

### 汶萊
1984年，汶萊從英國完全獨立時，只有少於1萬名當地華人得到汶萊公民身份，其餘約兩萬名華人，事實上成了無國籍人士。這些人士拿到的證件，是稱為Certificate of Identity的身份證明書，是一種永久居民的身份證。這些汶萊永久居民，無法享受與汶萊公民一樣的多國免簽證旅行待遇。但是，加入汶萊國籍的難度很高，主要是馬來語考試的要求不明確，以及是名額相當有限，很多在汶萊生活了幾十年的華人，甚至是當地華人的第二、第三代，也無法通過國籍審核，於是只好維持現狀。

## 參閱
- 永久居留證
- 定居
- 本地人
- 移民
- 國籍法
- 居民委员会
- 农村居民点